# Statuenmenhir von Raffinié
Der Statuenmenhir von Raffinié ist das obere Stück eines Statuenmenhirs, das am Rande des Baches von Raffinié, in Martrin im Département Aveyron, in Frankreich entdeckt wurde. Eine Replik steht an der D 501 südöstlich von Le Cayla, bei Saint-Sernin-sur-Rance.
Der untere Teil des Statuenmenhirs ist verschwunden. Er ist schwärzlich, weil der Stein in einen Kamin eingebaut war, bevor er im Jahre 1880 von Joseph Alvernia entdeckt wurde, der ihn nach dem Abtrennen des Unterteils dem Abbé Frédéric Hermet (1856–1939) brachte.
Es ist eine weibliche Statue der aus 146 Exemplaren bestehenden Rouergat-Gruppe (3. Jahrtausend v. Chr.). Auf der Vorderseite befindet sich eine fünfreihige Halskette. Die Gesichtszüge wurden gelöscht. Auf der Skizze F. Hermets sind Brüste und der Anhänger in Y-Form zu erkennen, was heute nicht mehr der Fall ist. In ähnlicher Weise zeigt die Skizze im unteren Teil deutlich die Arme und die Hände mit den Fingern.
Der Rücken zeigt eine Darstellung der Haare und Schulterblätter.
Er ist im Musée Fenaille in Rodez ausgestellt.